# Penrith
|  | Aquest article tracta sobre la ciutat anglesa. Vegeu-ne altres significats a «Penrith (desambiguació)». |

Penrith és un poble i parròquia civil de Eden, Cúmbria, Anglaterra. Té una població de 15.388 habitants.